# Bousse (Sarthe)
Pour les articles homonymes, voir Bousse.
Bousse est une commune française, située dans le département de la Sarthe en région Pays de la Loire, peuplée de 431 habitants.
La commune fait partie de la province historique de l'Anjou, et se situe dans le Haut-Anjou (Baugeois).

## Géographie

### Localisation

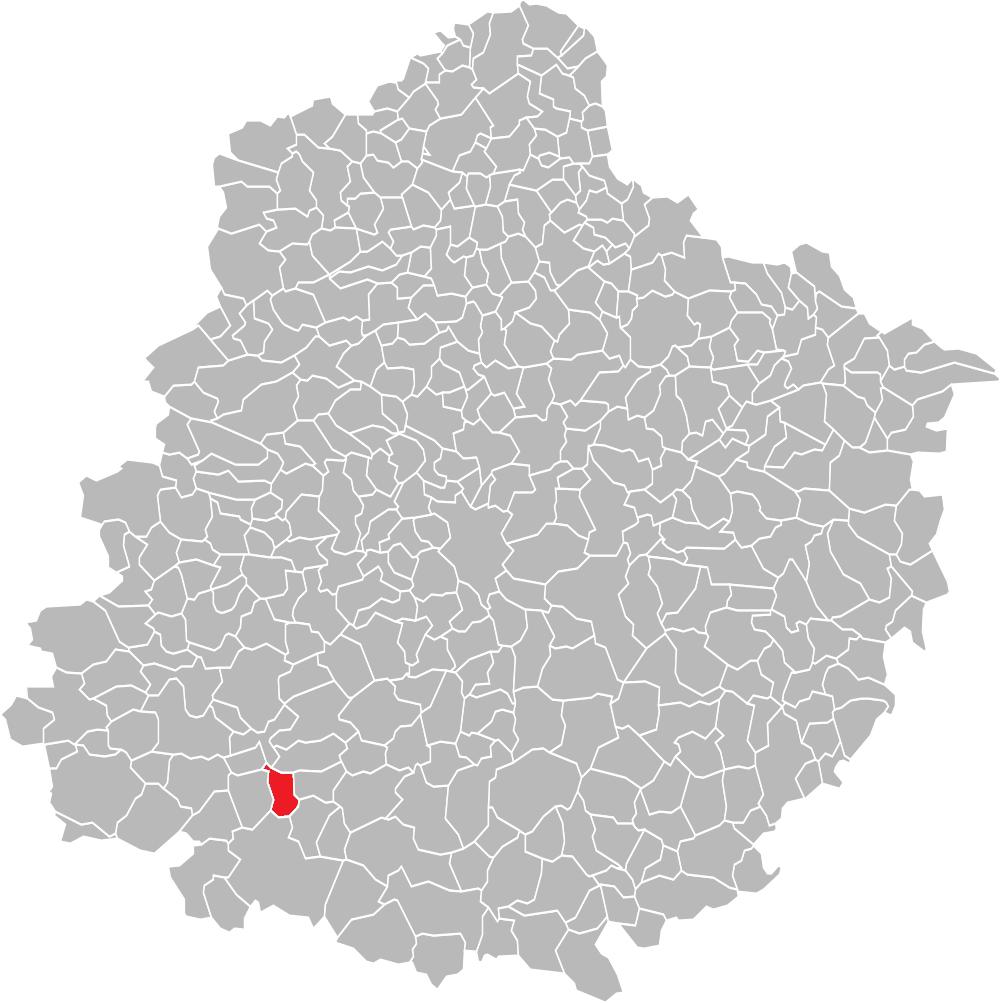
Situation de la commune de Bousse dans le département de la Sarthe.

Bousse, commune du sud du département de la Sarthe, est située au cœur du Maine angevin. Le village se trouve, en distances orthodromiques, à 31,8 km au sud-ouest du Mans, la préfecture du département, et à 7,9 km au nord de La Flèche, la ville la plus proche. Les communes limitrophes sont Malicorne-sur-Sarthe, Arthezé, Villaines-sous-Malicorne, Courcelles-la-Forêt, Ligron, Clermont-Créans et La Flèche.
| Arthezé                  | Malicorne-sur-Sarthe | Courcelles-la-Forêt |
| Villaines-sous-Malicorne | Bousse               | Ligron              |
|                          | La Flèche            | Clermont-Créans     |

### Géologie et relief
La superficie de la commune est de 1 202 hectares. L'altitude varie entre 39 et 103 mètres. Le point le plus haut se situe au sud de la commune, dans le bois de la « Garenne des Sars », tandis que le point le plus bas se trouve sur le ruisseau du Riboux, au nord, à la limite communale avec Malicorne-sur-Sarthe.

### Hydrographie
Le Riboux, affluent de la Vézanne, borde la commune au nord. Il reçoit les eaux du ruisseau de la Fontaine du Roulebœuf qui prend sa source au sud de la commune et s'écoule en traversant le bourg sur 2,2 km. À l'ouest, le petit ruisseau l'Héritière sépare Bousse de la commune voisine de Villaines-sous-Malicorne avant de rejoindre le Riboux.

### Climat
Pour des articles plus généraux, voir Climat des Pays de la Loire et Climat de la Sarthe.
En 2010, le climat de la commune est de type climat océanique dégradé des plaines du Centre et du Nord, selon une étude du CNRS s'appuyant sur une série de données couvrant la période 1971-2000. En 2020, Météo-France publie une typologie des climats de la France métropolitaine dans laquelle la commune est exposée à un climat océanique et est dans la région climatique  Moyenne vallée de la Loire, caractérisée par une bonne insolation (1 850 h/an) et un été peu pluvieux. 
Pour la période 1971-2000, la température annuelle moyenne est de 11,3 °C, avec une amplitude thermique annuelle de 14,1 °C. Le cumul annuel moyen de précipitations est de 694 mm, avec 12,3 jours de précipitations en janvier et 6,6 jours en juillet. Pour la période 1991-2020, la température moyenne annuelle observée sur la station météorologique de Météo-France la plus proche, sur la commune de Luché-Pringé à 12 km à vol d'oiseau, est de 12,4 °C et le cumul annuel moyen de précipitations est de 658,2 mm,. Pour l'avenir, les paramètres climatiques de la commune estimés pour 2050 selon différents scénarios d'émission de gaz à effet de serre sont consultables sur un site dédié publié par Météo-France en novembre 2022.

### Voies de communication et transports
La commune de Bousse est desservie par la RD 12 qui relie La Suze-sur-Sarthe à La Flèche. Elle traverse le territoire communal sur un axe nord-sud. La RD 102 part vers l'ouest en direction de Villaines-sous-Malicorne.

## Urbanisme

### Typologie
Au 1er janvier 2024, Bousse est catégorisée commune rurale à habitat dispersé, selon la nouvelle grille communale de densité à sept niveaux définie par l'Insee en 2022.
Elle est située hors unité urbaine. Par ailleurs la commune fait partie de l'aire d'attraction de La Flèche, dont elle est une commune de la couronne,. Cette aire, qui regroupe 11 communes, est catégorisée dans les aires de moins de 50 000 habitants,.

### Occupation des sols
L'occupation des sols de la commune, telle qu'elle ressort de la base de données européenne d’occupation biophysique des sols Corine Land Cover (CLC), est marquée par l'importance des territoires agricoles (80 % en 2018), une proportion sensiblement équivalente à celle de 1990 (80,1 %). La répartition détaillée en 2018 est la suivante : 
terres arables (54,2 %), zones agricoles hétérogènes (25,8 %), forêts (20 %). L'évolution de l’occupation des sols de la commune et de ses infrastructures peut être observée sur les différentes représentations cartographiques du territoire : la carte de Cassini (XVIIIe siècle), la carte d'état-major (1820-1866) et les cartes ou photos aériennes de l'IGN pour la période actuelle (1950 à aujourd'hui).

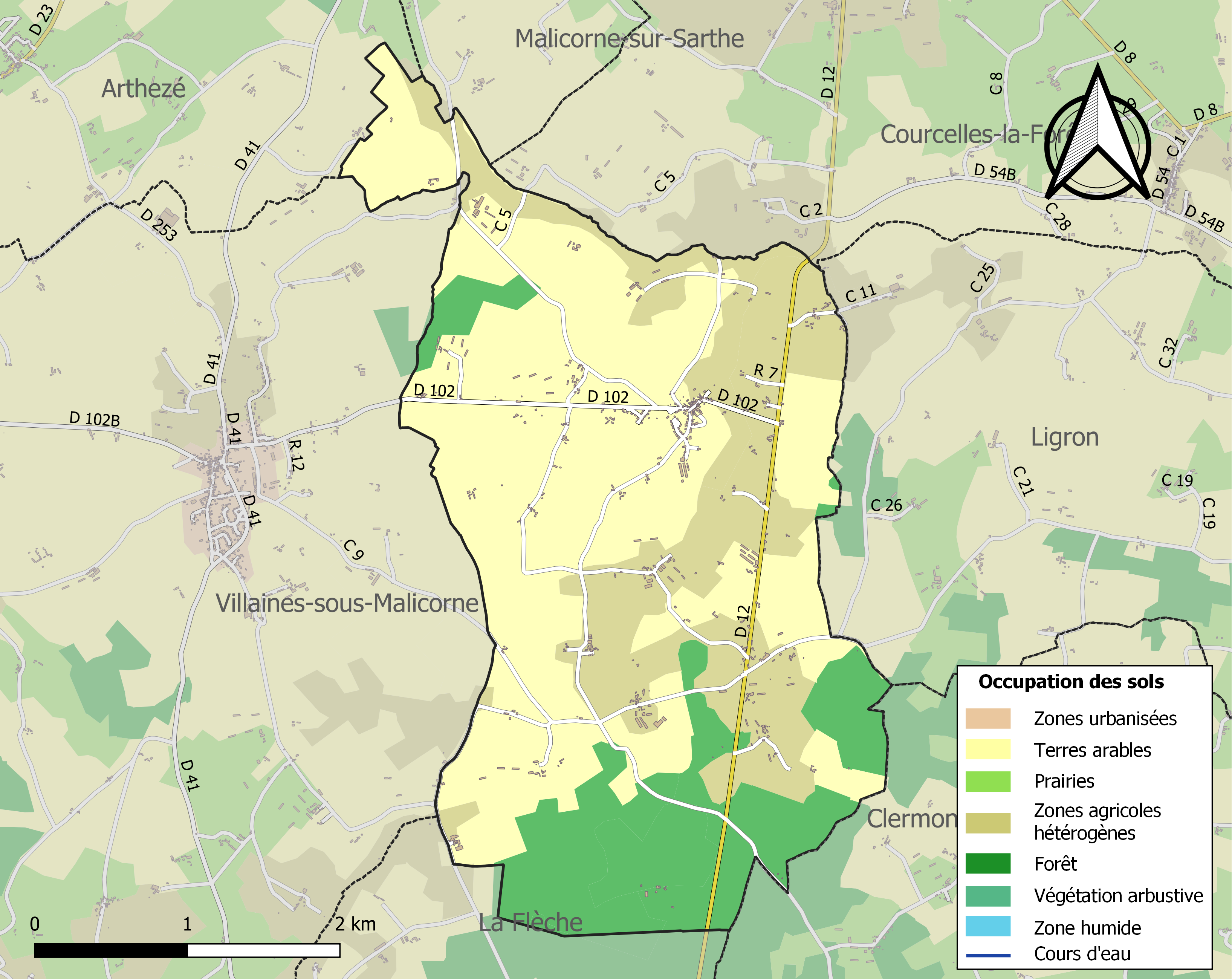
Carte des infrastructures et de l'occupation des sols de la commune en 2018 (CLC).

## Toponymie
Le nom « Bousse » vient du latin buxus qui signifie buis. On retrouve au Moyen Âge l'appellation « Sanctus Albinus de Bousseïo ».
Le gentilé est Bousséen.

## Histoire
La commune de Bousse faisait partie de la sénéchaussée angevine de La Flèche et de l'ancienne province d'Anjou. Sous l'Ancien Régime, la commune était rattachée au pays d'élection de La Flèche.
Lors de la Révolution française, la commune fut, comme toutes celles de la sénéchaussée de La Flèche, rattachée au nouveau département de la Sarthe. En 1801, lors du Concordat, la paroisse fut détachée du diocèse d'Angers pour celui du Mans.

## Politique et administration
| Période                                  | Période   | Identité        | Étiquette | Qualité                   |
| ---------------------------------------- | --------- | --------------- | --------- | ------------------------- |
| ?                                        | mars 2001 | Michel Leblé    |           |                           |
| mars 2001                                | En cours  | Françoise Farcy | SE        | Retraité de l'agriculture |
| Les données manquantes sont à compléter. |           |                 |           |                           |

## Démographie
L'évolution du nombre d'habitants est connue à travers les recensements de la population effectués dans la commune depuis 1793. Pour les communes de moins de 10 000 habitants, une enquête de recensement portant sur toute la population est réalisée tous les cinq ans, les populations de référence des années intermédiaires étant quant à elles estimées par interpolation ou extrapolation. Pour la commune, le premier recensement exhaustif entrant dans le cadre du nouveau dispositif a été réalisé en 2005.
En 2022, la commune comptait 431 habitants, en évolution de −1,82 % par rapport à 2016 (Sarthe : −0,25 %, France hors Mayotte : +2,11 %).
Bousse a compté jusqu'à 912 habitants en 1861.
| 1793 | 1800 | 1806 | 1821 | 1831 | 1836 | 1841 | 1846 | 1851 |
| ---- | ---- | ---- | ---- | ---- | ---- | ---- | ---- | ---- |
| 820  | 819  | 902  | 811  | 834  | 903  | 876  | 890  | 911  |

| 1856 | 1861 | 1866 | 1872 | 1876 | 1881 | 1886 | 1891 | 1896 |
| ---- | ---- | ---- | ---- | ---- | ---- | ---- | ---- | ---- |
| 907  | 912  | 895  | 831  | 828  | 774  | 762  | 718  | 671  |

| 1901 | 1906 | 1911 | 1921 | 1926 | 1931 | 1936 | 1946 | 1954 |
| ---- | ---- | ---- | ---- | ---- | ---- | ---- | ---- | ---- |
| 676  | 651  | 663  | 581  | 529  | 493  | 474  | 444  | 465  |

| 1962 | 1968 | 1975 | 1982 | 1990 | 1999 | 2005 | 2006 | 2010 |
| ---- | ---- | ---- | ---- | ---- | ---- | ---- | ---- | ---- |
| 416  | 407  | 358  | 414  | 382  | 384  | 423  | 430  | 441  |

| 2015 | 2020 | 2022 | - | - | - | - | - | - |
| ---- | ---- | ---- | - | - | - | - | - | - |
| 435  | 432  | 431  | - | - | - | - | - | - |

## Économie
En 2010, le revenu fiscal médian par ménage était de 29 018 €, ce qui plaçait Bousse au 15 825e rang parmi les 31 525 communes de plus de 39 ménages en métropole.
En 2009, la population âgée de 15 à 64 ans s'élevait à 282 personnes, parmi lesquelles on comptait 78,6 % d'actifs dont 71,2 % ayant un emploi et 7,4 % de chômeurs.
On comptait 54 emplois dans la zone d'emploi, contre 56 en 1999. Le nombre d'actifs ayant un emploi résidant dans la zone d'emploi étant de 201, l'indicateur de concentration d'emploi est de 26,7 %, ce qui signifie que la zone d'emploi offre un peu plus d'un emploi pour quatre habitants actifs.
L'économie de la commune est fortement liée au secteur primaire. Au 31 décembre 2010, Bousse comptait trente établissements : quinze dans l’agriculture-sylviculture-pêche, un dans l'industrie, un dans la construction, dix dans le commerce-transports-services divers et trois étaient relatifs au secteur administratif.

## Lieux et monuments
- Église Saint-Aubin des XIIe et XVIIe siècles, reconstruite en partie en 1865 par l'architecte Lemesle. Dans cette église, se trouve une terre cuite polychrome représentant saint Blaise et datant du XVIe siècle. Une autre terre cuite du XVIIe siècle représente saint Matthieu.
- Calvaire de la Fourcherie.
- Lavoir. Il date de 1867.

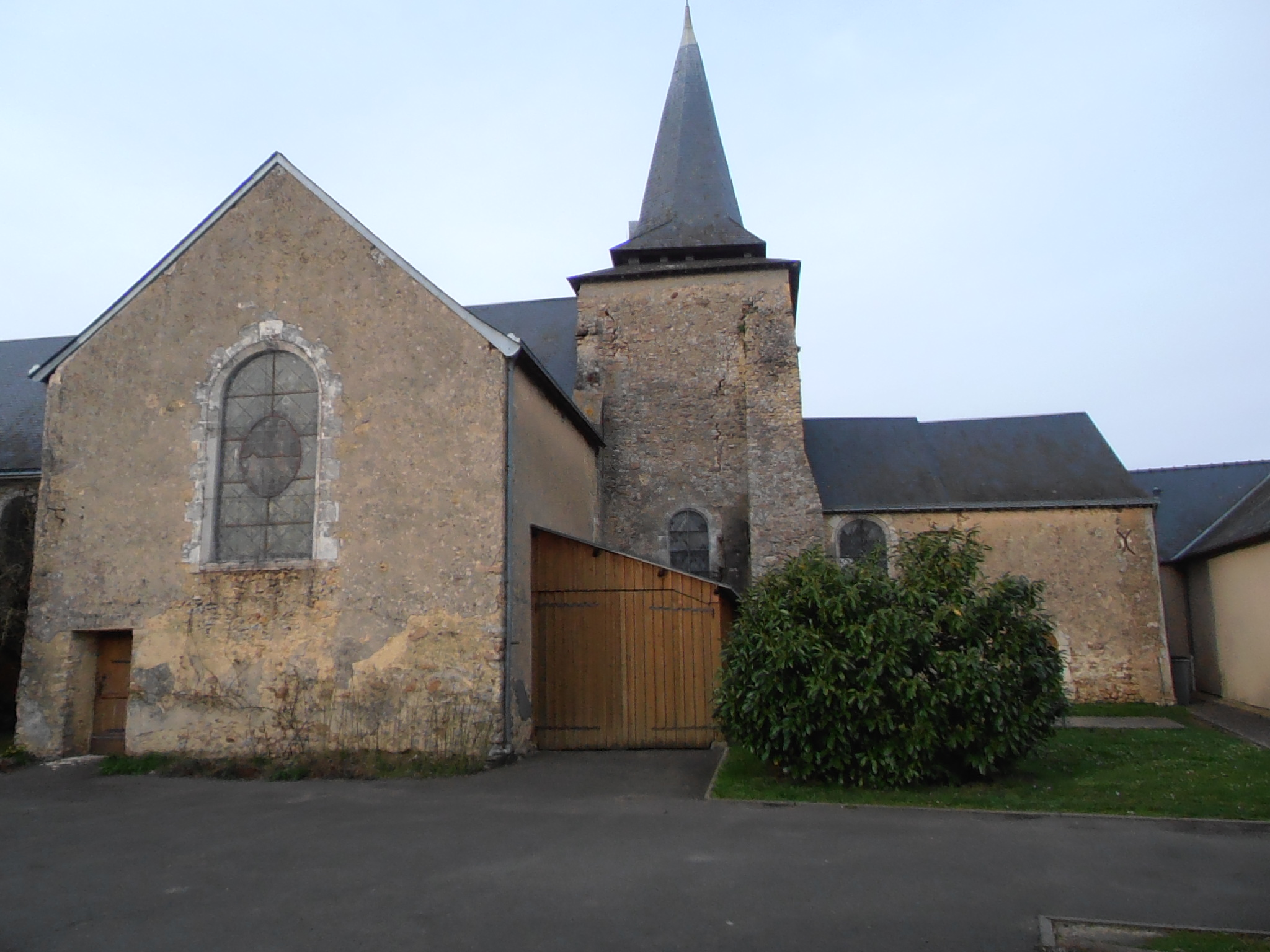
L'église Saint-Aubin.
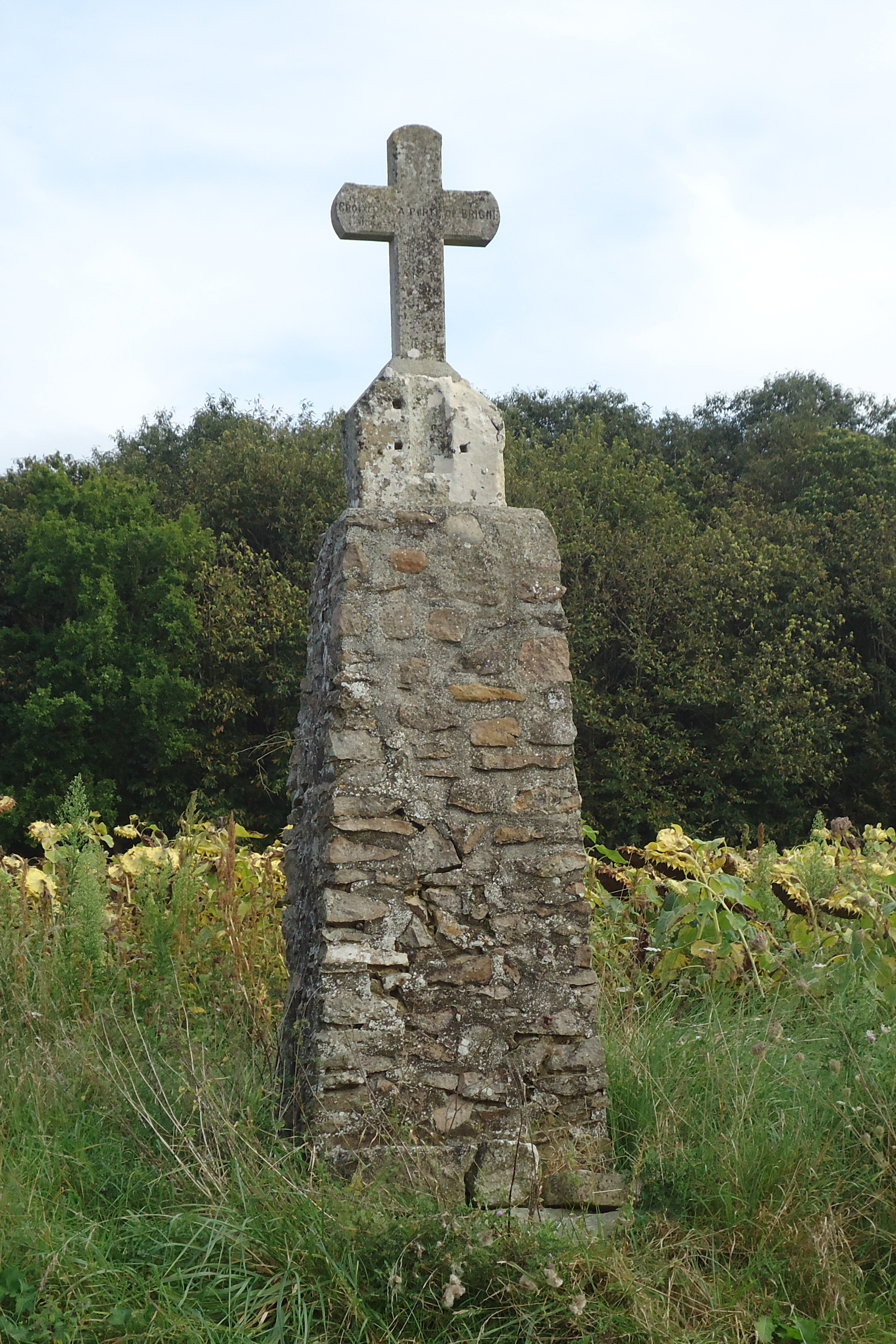
Le calvaire de la Fourcherie.
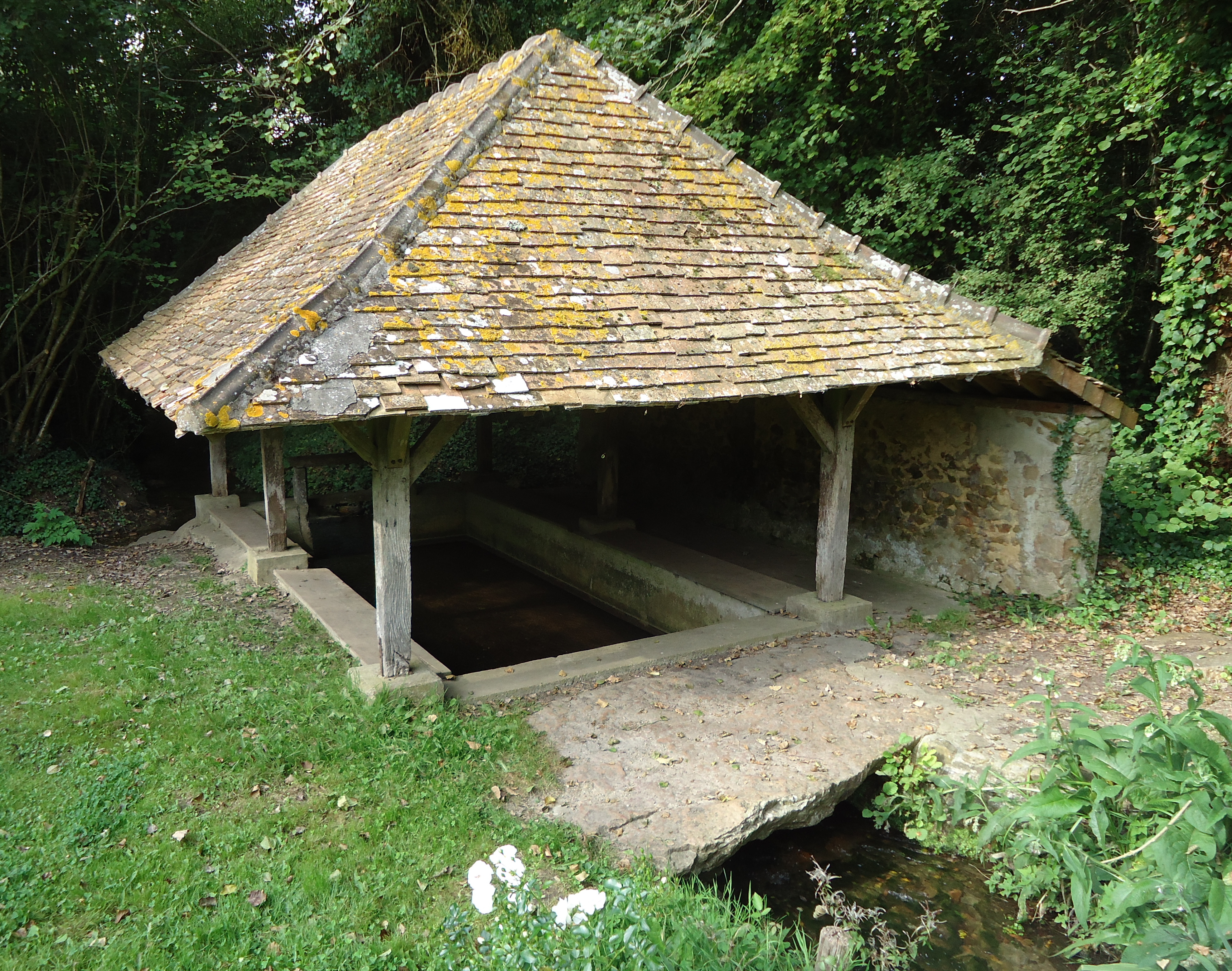
Le lavoir.

## Personnalités liées
Saint Noël Pinot (1747-1794) fut vicaire puis pro-curé de Bousse.